# Париж 1927 (шашечный турнир)
Международный турнир по стоклеточным шашкам был проведён в Париже с 29 апреля по 12 июня 1927 года. Турнир проходил в четыре круга с участием пяти выдающихся мастеров шашечной игры, включая действующего чемпиона мира Мариуса Фабра, экс-чемпионов мира Исидора Вейса и Станисласа Бизо, будущего чемпиона мира Бенедикта Шпрингера и одного из ведущих голландских шашистов Германа де Йонга. Турнир собрал практически всех главных на тот момент фаворитов в борьбе за мировое первенство и стал одним из самых значительных событий в истории шашек. Первое место в напряженной борьбе завоевал Станислас Бизо. Второе место несколько неожиданно занял Исидор Вейс, самый возрастной участник турнира.

## Итоги турнира
| Место | Спортсмен         | Страна     | 1       | 2       | 3       | 4       | 5       | Игры | Выигр. | Ничьи | Пораж. | Очки |
| ----- | ----------------- | ---------- | ------- | ------- | ------- | ------- | ------- | ---- | ------ | ----- | ------ | ---- |
| 1     | Станислас Бизо    | Франция    |         | 1 2 1 1 | 1 0 2 1 | 2 1 1 1 | 2 1 2 0 | 16   | 5      | 9     | 2      | 19   |
| 2     | Исидор Вейс       | Франция    | 1 0 1 1 |         | 1 1 0 2 | 0 1 2 1 | 2 2 2 1 | 16   | 5      | 8     | 3      | 18   |
| 3     | Мариус Фабр       | Франция    | 1 2 0 1 | 1 1 2 0 |         | 0 2 1 1 | 1 1 1 2 | 16   | 4      | 9     | 3      | 17   |
| 4     | Бенедикт Шпрингер | Нидерланды | 0 1 1 1 | 2 1 0 1 | 2 0 1 1 |         | 1 2 2 0 | 16   | 4      | 8     | 4      | 16   |
| 5     | Герман де Йонг    | Нидерланды | 0 1 0 2 | 0 0 0 1 | 1 1 1 0 | 1 0 0 2 |         | 16   | 2      | 6     | 8      | 10   |